# سكوبي دو وشبح الساحرة
سكوبي دو وشبح الساحرة (بالإنجليزية: Scooby-Doo and the Witch's Ghost)‏ هو فيلم فيديو رسوم متحركة أمريكي، أنتج عام 1999، وهو ثاني أفلام الرسوم المتحركة التي تم إنتاجها على الفيديو استنادًا إلى سلسلة سكوبي دو من هانا-باربيرا التي تُعرض صباح يوم السبت، وتم إنتاج الفيلم من قبل إستديوهات هانا باربيرا كرتونز، وتم إصدراه على VHS في 5 أكتوبر 1995، ثم على دي في دي في 6 مارس 2001. في العالم العربي تمت عرض الفيلم مدبلجا على قناة كرتون نتورك بالعربية في فقرة سينما كرتون نتورك.

## روابط خارجية
- سكوبي دو وشبح الساحرة على موقع IMDb (الإنجليزية)
- سكوبي دو وشبح الساحرة على موقع روتن توميتوز (الإنجليزية)
- سكوبي دو وشبح الساحرة على موقع نتفليكس (الإنجليزية)
- سكوبي دو وشبح الساحرة على موقع قاعدة بيانات الأفلام العربية
- سكوبي دو وشبح الساحرة على موقع ألو سيني (الفرنسية)
- سكوبي دو وشبح الساحرة على موقع Turner Classic Movies (الإنجليزية)
- سكوبي دو وشبح الساحرة على موقع أول موفي (الإنجليزية)
- سكوبي دو وشبح الساحرة على موقع فيلمافينيتي (الإسبانية)
- سكوبي دو وشبح الساحرة على موقع قاعدة بيانات الفيلم (الإنجليزية)
- سكوبي دو وشبح الساحرة على موقع ليتربوكسد (الإنجليزية)